# Igreja Ortodoxa Tcheca e Eslovaca
A Igreja Ortodoxa das Terras Tchecas e da Eslováquia (em tcheco/checo:  Pravoslavná církev v českých zemích a na Slovensku, em eslovaco:  Pravoslávna cirkev v českých krajinách a na Slovensku) é uma jurisdição autocéfala da Igreja Ortodoxa surgida na Tchecoslováquia e hoje reunindo os países originados da dissolução da mesma, isto é, a Tchéquia (Chéquia) e a Eslováquia.

## História

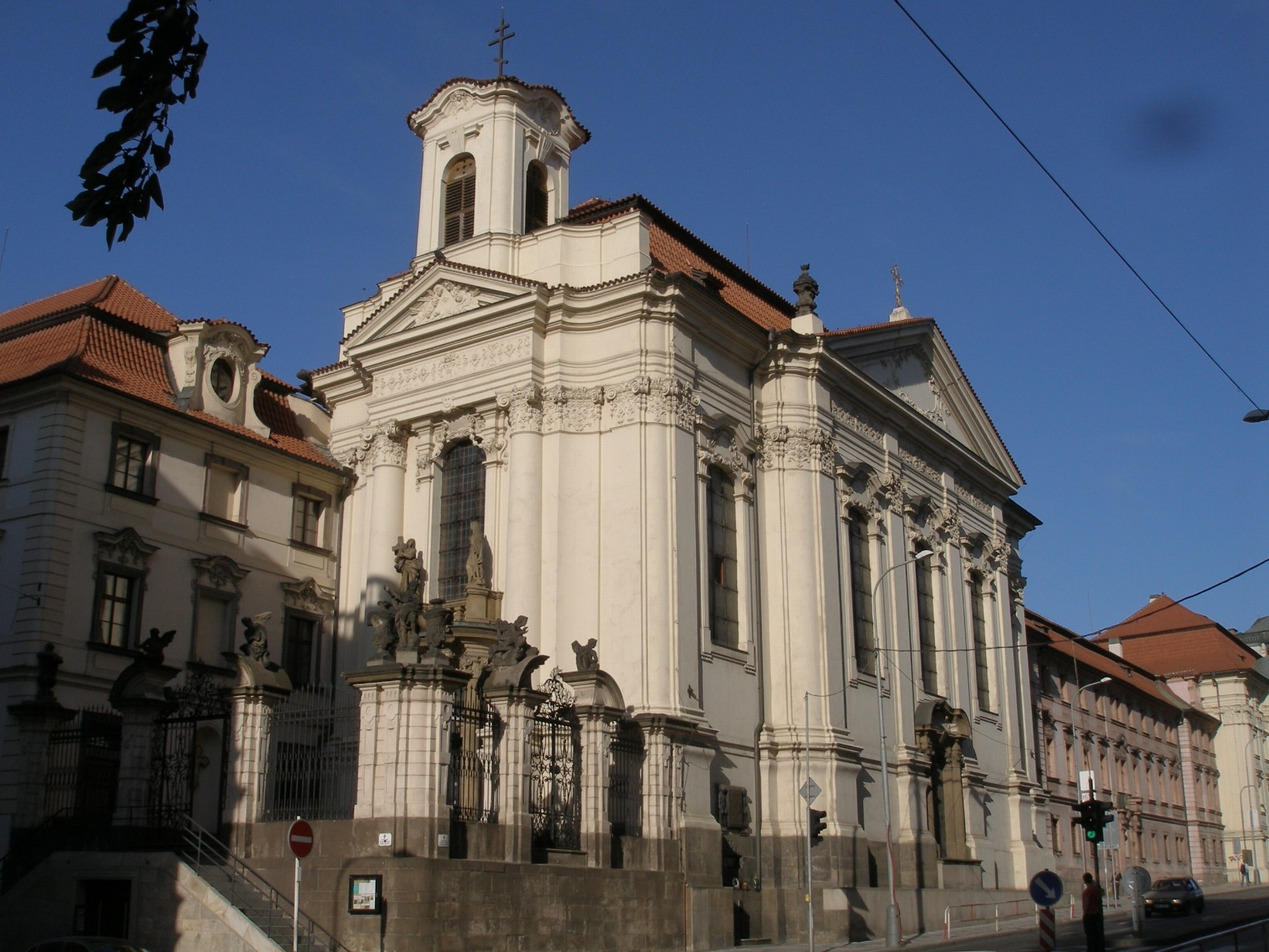
Igreja Ortodoxa de São Cirilo e Metódio, em Praga

A história do cristianismo de rito bizantino na região começa no século IX, com a missão de cristianização dos eslavos empreendida pelos irmãos gregos São Cirilo e Metódio iniciando-se na Grande Morávia, cujo território hoje corresponde à Tchéquia e à Eslováquia, sob o poderoso Duque Rastislau da Morávia, desde 1994 glorificado como santo da Igreja Ortodoxa. São Rastislau incentivou e supervisionou o trabalho, que seria apenas interrompido após sua deposição e exílio por Esvatopluque I. O antigo líder morávio seria cegado e morto por Carlomano da Baviera, enquanto Esvatopluque perseguiria os missionários.
Com Esvatopluque no poder e Rastislau exilado, São Metódio e seus discípulos seria presos, só sendo soltos com a intervenção do Papa João VIII, provavelmente em um movimento de agrado ao clero alemão que se opunha à condução da liturgia na língua eslava eclesiástica. Em 866, no entanto, passada a morte de ambos, os discípulos de São Metódio foram escravizados, presos ou expulsos para a atual Bulgária, onde persistiram na missão de cristianização dos povos eslavos sob liderança de Santos Clemente de Ócrida e Naum de Preslav. Como resultado, a Morávia se tornaria cristã latina, desvinculando-se do cristianismo oriental e conduzindo seus ofícios em latim. Fatalmente, após o Grande Cisma, tornou-se uma nação católica romana.
O cristianismo ortodoxo permaneceu como fé minoritária na Eslováquia mesmo após o Grande Cisma entre rutenos até que a União de Uzhhorod, em 1646, levou-os a formar a Igreja Católica Bizantina Eslovaca. Após a fundação da Tchecoslováquia em 1918, no entanto, deu-se um expressivo movimento de sacerdotes e fiéis católicos romanos, especialmente greco-católicos, convertendo-se à ortodoxia. Em 1921, um dos líderes deste movimento, o Padre Matej Pavlik, foi ordenado Bispo de Belgrado em 1921 pela Igreja Ortodoxa Sérvia, assumindo funções como Bispo Gorasdo. Em 1923, o Patriarcado de Constantinopla concedeu autonomia à jurisdição.
Durante a ocupação alemã da Checoslováquia, Gorasdo foi martirizado por tropas alemãs junto de grande parte de seu clero por ter prestado socorro a partisans que haviam assassinado Reinhard Heydrich. Um total de 256 clérigos e leigos seriam mortos, e a Ortodoxia seria temporariamente proibida na Boêmia e na Morávia. Após o fim da Segunda Guerra Mundial, mesmo sem o Bispo Primaz, houve um reavivamento da fé ortodoxa na região, respondido em 1951 pela Igreja Ortodoxa Russa com o reconhecimento da autocefalia da Igreja, gesto apenas repetido pelo Patriarca Ecumênico de Constantinopla em 1998, que até então reconhecia a Igreja como autônoma dentro de sua própria jurisdição.

## Organização
Depois da dissolução da Tchecoslováquia em 1993, a Igreja se dividiu juridicamente em duas entidades: a Igreja Ortodoxa das Terras Tchecas e a Igreja Ortodoxa na Eslováquia, mas manteve unidade canônica como uma única instituição.
Seu atual Primaz é Rastislau de Prešov (nascido Ondrej Gont), eleito em 2014 após o Santo Sínodo remover Simeão de Olomouc e Brno da posição de lugar-tenente, decisão lamentada por Bartolomeu I de Constantinopla. Simeão havia sido posto nesta posição após a deposição de Krystof de Prešov por escândalos sexuais.
A Igreja se organiza nas seguintes instituições:
- Arquidiocese de Prešov e da Eslováquia;
- Arquidiocese de Praga e das Terras Tchecas;
- Diocese de Olomouc e Brno;
- Diocese de Michalovce e Košice;
- Diocese de Beroun, Vicariato de Praga;
- Diocese de Komárno, Vicariato de Prešov.